# Komarów-Osada
Komarów-Osada – wieś (dawne miasto) w Polsce, położona w województwie lubelskim, w powiecie zamojskim, w gminie Komarów-Osada.
Komarów uzyskał lokację miejską w 1748 roku, zdegradowany w 1869 roku. W latach 1954–1972 wieś należała i była siedzibą władz gromady Komarów-Osada. W latach 1975–1998 miejscowość administracyjnie należała do województwa zamojskiego.
Miejscowość jest sołectwem, siedzibą gminy Komarów-Osada. Według Narodowego Spisu Powszechnego z roku 2011 wieś liczyła 899 mieszkańców.
Wieś jest siedzibą rzymskokatolickiej parafii Trójcy Przenajświętszej w Komarowie-Osadzie.

## Części wsi
| SIMC    | Nazwa        | Rodzaj    |
| ------- | ------------ | --------- |
| 0890732 | Borowinka    | część wsi |
| 0890749 | Kątek        | część wsi |
| 0890755 | Podgórze     | część wsi |
| 0890761 | Przedmieście | część wsi |
| 0890778 | Przymiarki   | część wsi |

## Geografia
Zarówno Komarów-Osada, jak i gmina Komarów-Osada leżą na pograniczu trzech krain geograficznych: Grzędy Sokalskiej, Kotliny Hrubieszowskiej i Padołu Zamojskiego. Sama miejscowość jest też niejako granicą między pierwszą z nich – pagórkowatą i pozostałymi – płaskimi. W pobliżu Komarowa przepływa rzeka Sieniocha – dopływ Huczwy, do której uchodzi wiele drobnych cieków wodnych.
Klimat można określić jako umiarkowany ciepły przejściowy z cechami kontynentalnego. Lata są dość gorące, a zimy mroźne. Opady wynoszą ok. 600 mm rocznie.

## Gospodarka
W okresie PRL-u funkcjonowały tu niewielkie zakłady przemysłowe, takie jak mleczarnia lub filia Wytwórni Sprzętu Komunikacyjnego w Świdniku. Obecnie jest to wieś o charakterze typowo rolniczym, działają tu też małe firmy usługowe (sklepy, apteki).
W okolicy Komarowa-Osady odkryto w latach 70. XX wieku złoża gazu ziemnego. Obszar gminy znajduje się na terenie Lubelskiego Zagłębia Węglowego.

## Historia

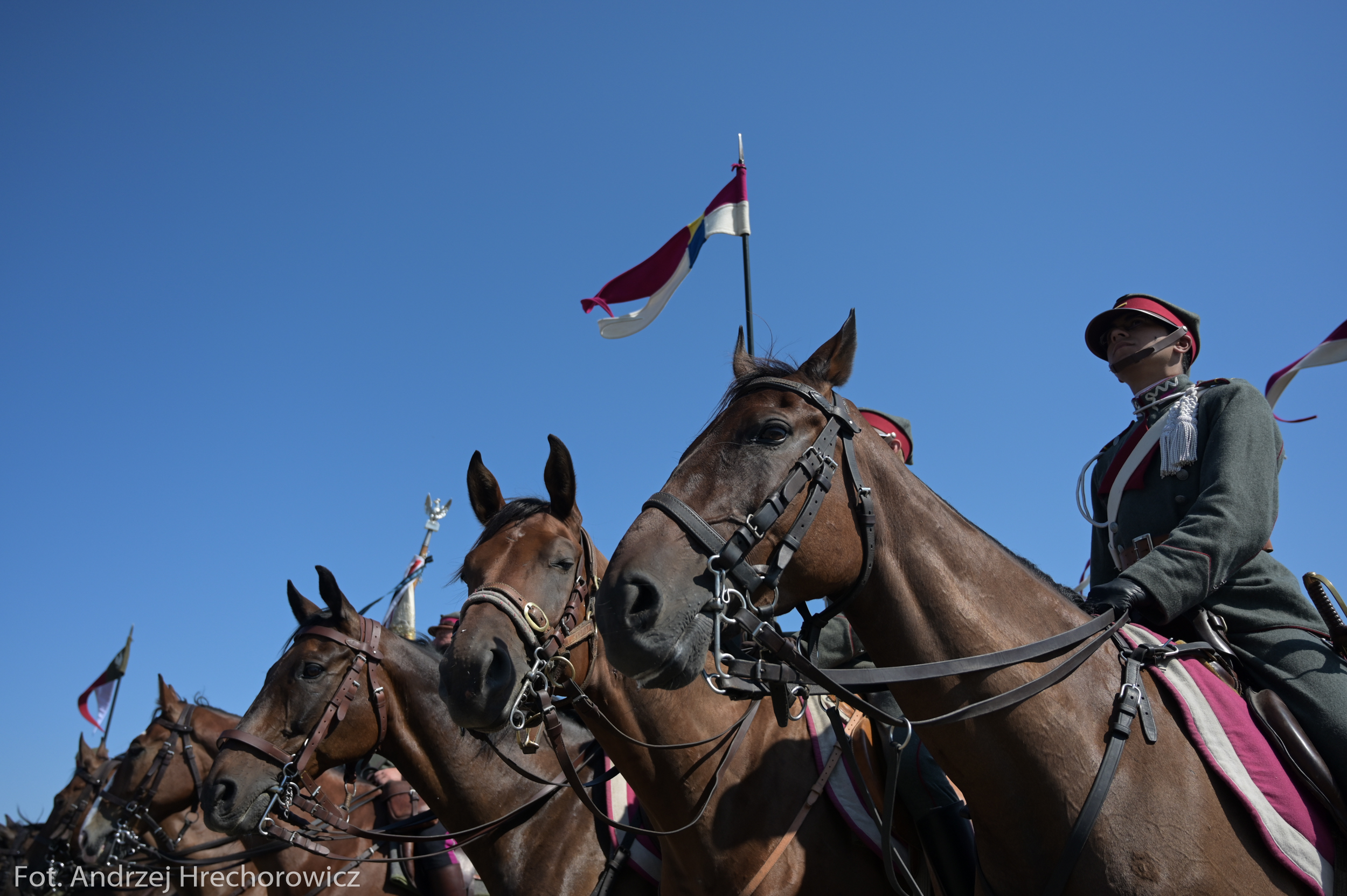
Rekonstrukcja bitwy pod Komarowem z 1920 r. w Wolicy Śniatyckiej w 2020 r.

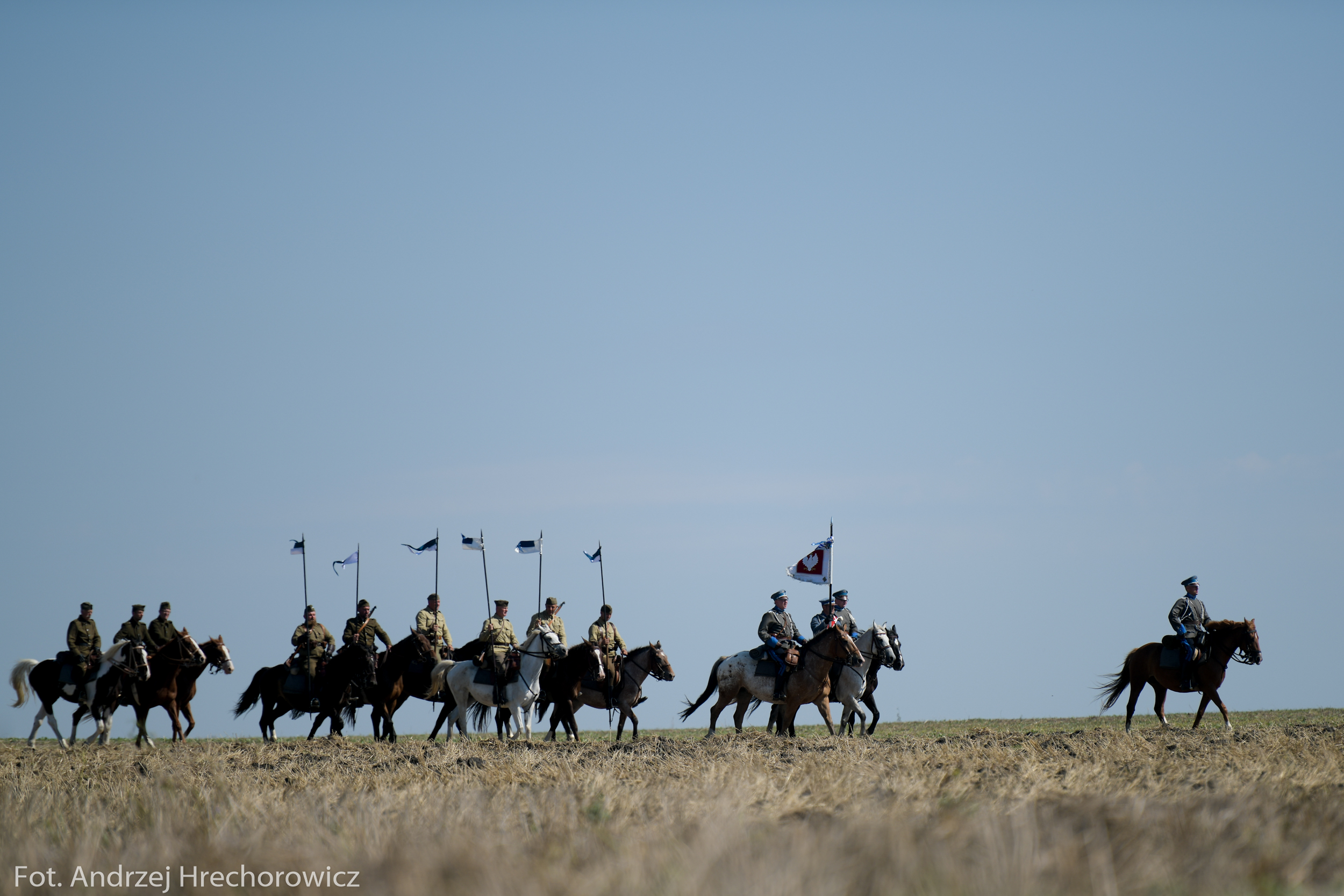
Rekonstrukcja bitwy pod Komarowem w Wolicy Śniatyckiej w 2020 r.

13 stycznia 1870 r. pozbawiono Komarów praw miejskich.
W XX stuleciu w okolicach Komarowa rozegrały się dwie duże bitwy.
Pierwsza z nich, w okresie I wojny światowej, rozegrała się od 23 sierpnia do 1 września 1914 r., kiedy wojska austro-węgierskie pokonały armię rosyjską. 
Druga natomiast to słynna zwycięska bitwa w sierpniu 1920 r. pomiędzy wojskami polskimi pod dowództwem Juliusza Rómmla a bolszewicką I Armią Konną Siemiona Budionnego
W okresie międzywojennym Komarów pełnił rolę siedziby gminy (w ówczesnym powiecie tomaszowskim) o obszarze 10,166 km² mającej ludności 12 892 osób.
Podczas okupacji hitlerowskiej osada była dwukrotnie (14 grudnia 1942 i 17 stycznia 1943 r.) pacyfikowana. W obu łącznie zginęło 51 osób, w tym 16 kobiet i 3 dzieci. Spłonęło kilka zabudowań. Komarów został wysiedlony przez Niemców w grudniu 1942 r. Ludność polską wywieziono do obozu w Zamościu, zaś w jej miejsce przywieziono Niemców z Besarabii i Chorwacji.
W latach 1904–1911 wybudowano tu neogotycki kościół pw. Świętej Trójcy według projektu Kazimierza Skórewicza.
Z Komarowa-Osady pochodzą dwaj dowódcy Armii Krajowej, majorowie Zenon Jachymek ps. „Wiktor” i Hieronim Białowolski. Walczyli oni zarówno z niemieckim okupantem, jak i UPA po 1944 roku. Major Jachymek był po wojnie skazany przez władze komunistyczne na karę śmierci, został zwolniony w 1956 roku, po dojściu do władzy Władysława Gomułki.

## Getto w Komarowie-Osadzie
W czasie okupacji niemieckiej, w pierwszej połowie 1942 roku utworzono tu getto, zlikwidowane 10 listopada 1942 roku. Przebywała w nim ludność żydowska m.in. z Łodzi, Włocławka, Sierpca i Zamościa (400 osób) oraz ponad 700 Żydów z Czechosłowacji, ogółem ok. 2500 osób. 23 maja 1942 roku wysłano z getta transport Żydów do ośrodka zagłady w Bełżcu, w październiku 1942 roku część ludności rozstrzelano. W czasie likwidacji getta pozostałych mieszkańców wywieziono do ośrodka zagłady w Bełżcu.